# گری (خواننده، زاده ۱۹۸۶)
لی سونگ هوا (کره‌ای: 이성화؛ زادهٔ ۸ دسامبر ۱۹۸۶) که بیشتر با نام هنری گری (کره‌ای: 그레이؛ انگلیسی: Gray) شناخته می‌شود، رپر، خواننده و تهیه‌کننده موسیقی اهل کره جنوبی است. در سال ۲۰۱۲، او نخستین تک‌آهنگ خود را با نام «بلینک» (کره‌ای: 깜빡) منتشر کرد. در سال ۲۰۲۱، او نخستین آلبوم استودیویی خود را با نام Grayground منتشر کرد. گری اکنون زیر نظر کمپانی هیپ هاپ ای‌اوام‌جی فعالیت می‌کند.

## ترانه‌شناسی

### آلبوم‌های استودیویی
| عنوان      | جزئیات                                                              | بهترین موقعیت جدول | فروش               |
| عنوان      | جزئیات                                                              | کره جنوبی          | فروش               |
| ---------- | ------------------------------------------------------------------- | ------------------ | ------------------ |
| Grayground | - انتشار: ۱۷ اوت ۲۰۲۱ - ناشر: ای‌اوام‌جی - فرمت: سی‌دی، دانلود دیجیتال | ۱۴                 | - کره جنوبی: 4,500 |